# Luigi Renzo
Luigi Renzo (ur. 28 czerwca 1947 w Campana) – włoski duchowny katolicki, biskup Mileto-Nicotera-Tropea w latach 2007–2021.

## Życiorys

### Prezbiterat
Święcenia kapłańskie otrzymał 8 sierpnia 1971 i został inkardynowany do archidiecezji Rossano-Cariati. Po święceniach został biskupim sekretarzem, zaś od 1980 pracował duszpastersko w parafiach: św. Nila (1980-1999) oraz katedralnej (1999-2007). Był ponadto m.in. rektorem seminarium, wikariuszem biskupim ds. duszpasterskich oraz wikariuszem generalnym archidiecezji.

### Episkopat
28 czerwca 2007 papież Benedykt XVI mianował go biskupem ordynariuszem diecezji Mileto-Nicotera-Tropea. Sakry biskupiej 8 sierpnia 2007 udzielił mu arcybiskup Santo Marcianò. 1 lipca 2021 papież Franciszek przyjął jego rezygnację z pełnionego urzędu. 